# اولگا سوزا
اولگا ماریا د سوزا (زاده ۱۶ ژوئیه ۱۹۶۸) خواننده، مدل و رقصنده برزیلی-ایتالیایی است. او بیشتر به عنوان بازیگر گروه ایتالیایی Corona شناخته می‌شود.
سوزا در سال ۱۹۶۸ در محله ویگاریو جرال در ریودوژانیرو در خانواده ای موزیسین به دنیا آمد. پدرش نوازنده و مادرش آشپز بود. او قبل از اینکه تصمیم بگیرد به سراسر جهان سفر کند، چند سال در بانک فدرال کایشا به عنوان منشی کار کرد. او در سال ۱۹۹۰ وارد ایتالیا شد. در آنجا، در سال ۱۹۹۳، پس از اینکه ظاهراً توسط امانوئل آستی در حال اجرا در یک باشگاه کشف شد، او را به بخشی از پروژه موسیقی ایتالیایی Corona تبدیل کرد، جایی که او برای همگام سازی لب با آوازهای جنی بی و سندی چمبرز استخدام شد.

## زندگی شخصی
سوزا در سال ۱۹۹۰ با یک برزیلی در ایتالیا ازدواج کرد، اما آنها در سال ۱۹۹۲ طلاق گرفتند. در سال ۱۹۹۸، مجله IstoÉ Gente از او به عنوان برزیلی که بیشترین مالیات را در ایتالیا پرداخت کرده‌است، با اشاره به ثروت او نام برد. در سال ۲۰۰۲ او در میامی با تاجر ایتالیایی جیانلوکا میلانو که امروز با او زندگی می‌کند ازدواج کرد. در سال ۲۰۱۰، روزنامه ایتالیایی کوریره دلا سرا نقل کرد که ثروت سوزا ۱۰ میلیون یورو است.
سوزا همچنین دارای لیبل خود در ایتالیا، 1st Pop، یکی از شرکت‌های تابعه یونیورسال رکوردز است.